# Cordey
Cordey é uma comuna francesa na região administrativa da Normandia, no departamento Calvados. Estende-se por uma área de 4,45 km². Em 2010 a comuna tinha 158 habitantes (densidade: 35,5 hab./km²).